# Onthophagus colffsi
Onthophagus colffsi là một loài bọ cánh cứng trong họ Bọ hung (Scarabaeidae).